# Chợ Chu
Chợ Chu là thị trấn huyện lỵ của huyện Định Hóa, tỉnh Thái Nguyên, Việt Nam.

## Địa lý
Thị trấn Chợ Chu cách thành phố Thái Nguyên 50 km về phía tây bắc, có vị trí địa lý:
- Phía đông giáp xã Phượng Tiến và xã Tân Dương
- Phía tây giáp xã Phúc Chu
- Phía nam giáp xã Trung Hội
- Phía bắc giáp xã Kim Phượng.

Thị trấn Chợ Chu có diện tích 13,99 km², dân số năm 2024 là 12.007 người, mật độ dân số đạt 858 người/km².
Phố cổ Chợ Chu được xây dựng từ cuối thế kỷ 19, đầu thế kỷ 20. Tại Chợ Chu có di tích lịch sử cấp quốc gia là Căng Chợ Chu và thắng cảnh Chùa Hang.

## Lịch sử
Thị trấn Chợ Chu được thành lập vào tháng 11 năm 1958 trên cơ sở tách một phần diện tích và dân số của xã Phúc Chu.
Đến năm 2019, thị trấn Chợ Chu được chia thành 22 tổ dân phố.
Ngày 11 tháng 12 năm 2019, sáp nhập ba tổ dân phố Đồng Chùa, Nản Trên, Nản Dưới thành tổ dân phố Núi, sáp nhập ba tổ dân phố Đoàn Kết, Thống Nhất, Hòa Bình thành tổ dân phố Chợ Chu, sáp nhập tổ dân phố Vườn Rau vào tổ dân phố Trung Kiên, sáp nhập hai tổ dân phố Nà Lài và Phúc Thành thành tổ dân phố Phúc Xuân, sáp nhập tổ dân phố Trường Học vào tổ dân phố Hồ Sen, sáp nhập hai tổ dân phố Trung Thành và Hợp Thành thành tổ dân phố Trung Tâm, sáp nhập hai tổ dân phố Tân Thành và Dốc Châu thành tổ dân phố Châu Thành, sáp nhập hai tổ dân phố Bãi Á 2 và Bãi Á 3 thành tổ dân phố Tân Á. Sau khi sáp nhập, thị trấn Chợ Chu có 12 tổ dân phố.
Năm 2024, sáp nhập toàn bộ diện tích 9,55 km² và 4.824 người của xã Bảo Cường vào thị trấn Chợ Chu. Sau khi sáp nhập, thị trấn Chợ Chu có diện tích 13,99 km² và dân số là 12.007 người.

## Sơ lược về chợ Chu
Cách trung tâm thị trấn Chợ Chu khoảng 1,5 km, là chợ Chu (cũ) nằm giữa ngã ba xóm Đồng Chùa, cạnh hai cây đa tỏa rộng bóng mát. Các cụ già sinh thời kể lại, khoảng những năm 1890 - 1900 từ xuôi di tán lên đến đây, đã thấy cây đa lớn lắm rồi.
Chợ Chu (cũ) được thực dân Pháp xây dựng trong vòng 10 năm (từ 1915 đến 1925). Chợ Chu (cũ) được xây dọc thành nhiều gian với nhiều cột to, xù xì, chạy dọc theo một khu đất rộng. Chợ không đơn thuần là một khu chợ để mua bán và sinh hoạt cộng đồng, mà còn là nơi diễn ra những cuộc đàn áp đẫm máu của thực dân Pháp với những Cộng sản yêu nước thời bấy giờ.
Trước cửa chợ Chu (cũ) là hai cây đa lịch sử và tấm bia ghi dấu ấn ngày 28 tháng 3 năm 1946, cuộc mít tinh lịch sử với hàng ngàn quần chúng tham gia đã diễn ra. Trong cuộc mít tinh này, Việt Minh huyện Định Hóa đã tuyên bố xóa bỏ ách thống trị của thực dân Pháp và chính quyền phong kiến tay sai. Từ đây, ngọn lửa cuộc Cách mạng tháng Tám bùng lên mạnh mẽ, Mặt trận Việt Minh tiến về Hà Nội cướp chính quyền.
Khoảng năm 1992, có ý kiến đề xuất phá bỏ ngôi chợ này để làm khu dân cư. Nhưng cán bộ và người dân ở đây bảo vệ bằng được ngôi chợ cổ nên giờ đây nó vẫn được giữ gìn nguyên vẹn.
Ngày nay, chợ Chu (mới) của thị trấn được xây dựng khang trang hơn ở một khu mới, song vẫn còn đó chợ Chu (cũ) thời Pháp cùng hai cây đa tọa lạc ngay giữa ngã ba đường. Tuy có chợ mới nhưng người dân khu vực này hàng ngày vẫn lấy chợ Chu (cũ) là nơi họp chợ, bày bán hàng hóa.